# گستنبورگ (آلاباما)
گستنبورگ (به انگلیسی: Gastonburg) یک منطقهٔ مسکونی در ایالات متحده آمریکا است که در شهرستان ویلکاکس، آلاباما واقع شده‌است. گستنبورگ ۶۷٫۰۶ متر بالاتر از سطح دریا واقع شده‌است.